# 純粋映画
純粋映画（仏: Cinéma Pur）は、1920年代から1930年代にかけてのフランス・パリに生まれた前衛映画運動である。

## 略歴・概要
「純粋映画」という語を発明したのはアンリ・ショメットである。形式、視覚的構成、リズム、あるいはショメット自身が監督した短篇映画（1925年の『Reflets de lumiere et de vitesse（光と速度の反射）』、1926年の『純粋映画の五分間』）で達成したなにものか、といった映画の純粋なエレメントにフォーカスした映画を定義するためにつくられたものである。同ムーヴメントには、たくさんのダダイスムの芸術家たちが参加した。マン・レイ（『エマク・バキア』、『理性に帰る』）、ルネ・クレール（『幕間』）、フェルナン・レジェ（『バレエ・メカニック』）、マルク・アレグレ、ジャン・グレミヨン、ダドリー・マーフィー、マルセル・デュシャン（『アネミック・シネマ』）といった人物と作品がそれである。
同ムーヴメントは、フェミニストの批評家であり映画作家であるジェルメーヌ・デュラックの仕事をも包含する。とくに『貝殻と僧侶』、『ほほえむブーデ夫人』、『ディスク957』、『アラベスクについての映画的研究』といった作品は、彼女の理論的な著作におけるのと同様に、彼女のゴールは「純粋な」映画であり、文学、演劇、ほかの視覚芸術からさえもなんら影響を受けない自由の獲得である。
これらの芸術家たちはクラブを形成し、典型としては当時のパリのカフェやアート・ハウスで上映していた。
ダダイストたちは、「物語」を超越し、「配役」「セッティング」「プロット」といったブルジョワ的慣例を嘲笑し、因果関係を虐殺する機会を映画のなかで見せた。フィルムというメディアが生まれつきもつダイナミズムをつかうことで、時空についてのアリストテレス的な習慣的概念を転覆させたのだ。
批評家と芸術家は「抽象映画」、「純粋映画」あるいは「積分映画」といった語を使用した。そのことにより、これらの作品のすべてが映画芸術としてのみ機能するのだということを含意させ、ほかのメディアでは存在し得ないことを含意させるねらいがあった。時空の柔軟なモンタージュや、図られた行き来や凝視の制御、正確な反復、単一のフレームの多様性と連続性、字幕とそれに関連したイマジナリーな画面分割といった
映画的メカニズムのユニークなポテンシャルから、重要な効果が立ち上がるからである。
「純粋映画」は、ハンス・リヒター、ヴァルター・ルットマン、ヴィキング・エッゲリングといったドイツの「絶対」映画作家たちの影響下にある。

## 関連事項
- 絶対映画（Absolute Film）
- 抽象映画（Abstract film）
- 実験映画（Experimental film）
- 純映画（Pure cinema）
- アンリ・ショメット（Henri Chomette）
- ダドリー・マーフィー（Dudley Murphy）
- 『エマク・バキア』（Emak-Bakia）
- 『理性に帰る』（Return to Reason）
- 『幕間』（Entr'acte）
- 『バレエ・メカニック』（Ballet Mécanique）
- 『アネミック・シネマ』（Anemic Cinema）
- 積分映画（Integral Cinema）
- ハンス・リヒター（Hans Richter）
- ヴァルター・ルットマン（Walter Ruttmann）
- ヴィキング・エッゲリング（Viking Eggeling）